# Japan Power Demonstration Reactor
Der Japan Power Demonstration Reactor (JPDR, jap. 動力試験炉, Dōryoku shikenro, wörtlich: „Versuchsreaktor für elektrische Energie“) war ein japanischer Versuchsreaktor des Japan Atomic Energy Research Institute. Er ist der einzige Reaktor Japans, der vollständig zurückgebaut wurde.

## Geschichte
Am 22. August 1963 wurde der Reaktor zum ersten Mal kritisch. Die Anlage war das erste Kernkraftwerk in Asien und wurde am 26. Oktober 1963 auf dem Gelände des heutigen Kernkraftwerk Tōkai in Betrieb genommen.
Der Siedewasserreaktor wurde am 18. März 1976 stillgelegt. Ab 1986 wurden sichere Methoden zur Dekontaminierung und dem Abbau von Reaktoren erforscht. Diese Experimente wurden am 31. März 1996 abgeschlossen.

## Daten der Reaktorblöcke
Die Anlage bestand aus einem Block:
| Reaktorblock | Reaktortyp         | Netto- leistung | Brutto- leistung | Baubeginn  | Netzsyn- chronisation | Kommer- zieller Betrieb | Abschal- tung |
| ------------ | ------------------ | --------------- | ---------------- | ---------- | --------------------- | ----------------------- | ------------- |
| JPDR         | Siedewasserreaktor | 12 MW           | 13 MW            | 01.12.1960 | 26.10.1963            | 15.03.1965              | 18.03.1976    |